# 4834 Thoas
4834 Thoas (1989 AM2) là một Trojan của Sao Mộc được phát hiện ngày 11 tháng 1 năm 1989 bởi C. S. Shoemaker ở Palomar.